# RE-COLLECTION III
『RE-COLLECTION III』（リコレクションスリー） は、1985年7月21日に発売された竹内まりやの3枚目の非公認ベスト・アルバム。発売元は RCA / RVC。

## 解説
- 『RE-COLLECTION II』に続く竹内まりや3枚目の非公認ベスト・アルバム。
- 1曲目〜7曲目までがA面、8曲目から14曲目がB面となっている。

## 収録曲
1. オン・ザ・ユニヴァーシティ・ストリート
2枚目のオリジナル・アルバム『UNIVERSITY STREET』からの収録。
2. おかしな二人
1枚目のオリジナル・アルバム『BEGINNING』からの収録。
3. グッドバイ・サマーブリーズ
1枚目のオリジナル・アルバム『BEGINNING』からの収録。
4. ブルー・ホライズン
2枚目のオリジナル・アルバム『UNIVERSITY STREET』からの収録。
5. LONELY WIND
3枚目のオリジナル・アルバム『LOVE SONGS』からの収録。
6. グッドバイ・ユニヴァーシティ
2枚目のオリジナル・アルバム『UNIVERSITY STREET』からの収録。
7. さよならの夜明け
4枚目のシングル『不思議なピーチパイ』のB面曲。
8. Farewell Call
4枚目のオリジナル・アルバム『Miss M』からの収録。
9. イズント・イット・オールウェイズ・ラブ
2枚目のオリジナル・アルバム『UNIVERSITY STREET』からの収録。
10. little lullaby
3枚目のオリジナル・アルバム『LOVE SONGS』からの収録。
11. 待っているわ
3枚目のオリジナル・アルバム『LOVE SONGS』からの収録。
12. 雨のドライブ
4枚目のオリジナル・アルバム『Miss M』からの収録。
13. サンタモニカ・ハイウェイ
1枚目のオリジナル・アルバム『BEGINNING』からの収録。
14. Heart to Heart
4枚目のオリジナル・アルバム『Miss M』からの収録。

## 関連作品
- RE-COLLECTION
- RE-COLLECTION II
- BEGINNING
- UNIVERSITY STREET
- LOVE SONGS
- Miss M
- 不思議なピーチパイ